# Mesoclemmys gibba
Espèce
Synonymes
- Emys gibba Schweigger, 1812
- Phrynops gibbus (Schweigger, 1812)
- Emys stenops Schweigger, 1824
- Platemys miliusii Duméril & Bibron, 1835
- Hydraspis gordoni Gray, 1868
- Hydraspis bicolor Gray, 1873

Mesoclemmys gibba est une espèce de tortue de la famille des Chelidae.

## Répartition
Cette espèce se rencontre en Colombie, en Équateur, au Pérou, en Bolivie, au Paraguay, au Brésil, au Venezuela, à la Trinité, au Guyana, au Suriname et en Guyane.

## Publication originale
- Schweigger, 1812 : Prodromus Monographia Cheloniorum auctore Schweigger. Königsberger Archiv für Naturwissenschaft und Mathematik, vol. 1, p. 271-368 & 406-458 (texte intégral).